# Centrolene hybrida
Centrolene hybrida е вид жаба от семейство Centrolenidae. Видът не е застрашен от изчезване.

## Разпространение
Разпространен е в Колумбия.

## Описание
Популацията на вида е стабилна.